# Badminton ai XXXI Giochi mondiali universitari estivi
I tornei di badminton ai XXXI Giochi mondiali universitari estivi si sono svolti dal 30 luglio al 5 agosto 2023 allo Shuangliu Sports Centre Gymnasium di Chengdu.

## Podi

### Uomini
| Evento                      | Oro                        | Argento                     | Bronzo                                                               |
| Singolo maschile (dettagli) | Wang Zhengxing             | Panitchaphon Teeraratsakul  | Ko Shing Hei Toma Noda                                               |
| Doppio maschile (dettagli)  | Cina Ren Xiangyu Tan Qiang | Cina He Jiting Zhou Haodong | Malaysia Liew Xun Wong Tien Ci Taipei cinese Lee Fang-chih Po Li-wei |

### Donne
| Evento                       | Oro                         | Argento                | Bronzo                                                                             |
| Singolo femminile (dettagli) | Han Yue                     | Kim Ga-ram             | Zhang Yiman Hsu Wen-chi                                                            |
| Doppio femminile (dettagli)  | Cina Li Wenmei Liu Xuanxuan | Cina Du Yue Xia Yuting | Malaysia Chasinee Korepap Jhenicha Sudjaipraparat Giappone Moe Aoki Machi Nagasako |

### Misto
| Evento                   | Oro | Argento | Bronzo |
| Doppio misto (dettagli)  | Taipei cinese Ye Hong-wei Lee Chia-hsin | Taipei cinese Lee Fang-chih Teng Chun-hsun                                                                                                 | Corea del Sud Jin Yong Ji Young-bin Giappone Yuto Takiguchi Rio Uemura |
| Squadre miste (dettagli) | Taipei cinese Chang Ching-hui Hsu Wen-chi Lee Chia-hao Lee Chia-hsin Lee Fang-chih Liao Jhuo-fu Lin Chun-yi Po Li-wei Sung Shuo-yun Teng Chun-hsun Tung Ciou-tong Ye Hong-wei | Cina Dong Tianyao Du Yue Han Yue He Jiting Li Wenmei Liu Xuanxuan Ren Xiangyu Tan Qiang Wang Zhengxing Xia Yuting Zhang Yiman Zhou Haodong | Malaysia Mohamad Faris Abdul Khalid Cheong Anson Gan Jing Err Liew Xun Ng Qi Xuan Faiz Rozain Kisona Selvaduray Desiree Siow Hao Shan Tan Xian Teoh Le Xuan Wong Tien Ci Yap Rui                                                                                      |
| Squadre miste (dettagli) | Taipei cinese Chang Ching-hui Hsu Wen-chi Lee Chia-hao Lee Chia-hsin Lee Fang-chih Liao Jhuo-fu Lin Chun-yi Po Li-wei Sung Shuo-yun Teng Chun-hsun Tung Ciou-tong Ye Hong-wei | Cina Dong Tianyao Du Yue Han Yue He Jiting Li Wenmei Liu Xuanxuan Ren Xiangyu Tan Qiang Wang Zhengxing Xia Yuting Zhang Yiman Zhou Haodong | Thailandia Lalinrat Chaiwan Pornpicha Choeikeewong Saran Jamsri Chasinee Korepap Ratchapol Makkasasithorn Ruttanapak Oupthong Pichamon Phatcharaphisuts Jhenicha Sudjaipraparat Nannapas Sukklad Peeratchai Sukphun Pakkapon Teeraratsakul Panitchaphon Teeraratsakul |

## Medagliere
| Pos.   | Paese         | Oro | Argento | Bronzo | Totale |
| ------ | ------------- | --- | ------- | ------ | ------ |
| 1      | Cina          | 4   | 3       | 1      | 8      |
| 2      | Taipei cinese | 2   | 1       | 2      | 5      |
| 3      | Thailandia    | 0   | 1       | 2      | 3      |
| 4      | Corea del Sud | 0   | 1       | 1      | 2      |
| 5      | Giappone      | 0   | 0       | 3      | 3      |
| 6      | Malaysia      | 0   | 0       | 2      | 2      |
| 7      | Hong Kong     | 0   | 0       | 1      | 1      |
| Totale | Totale        | 6   | 6       | 12     | 24     |